# Candace Wheeler
Candace Wheeler (Delhi, 24 marzo 1827 – 5 agosto 1923) è stata una designer, artista e attivista statunitense.
Nominata nel 1893 direttrice per il design del Woman's Building della Fiera Colombiana di Chicago, è stata la prima donna a svolgere l'attività di designer d'interni come professione e a ricevere riconoscimento e visibilità per il proprio lavoro, contribuendo così ad aprire la strada ad altre donne in questo settore.
Il suo lavoro si inserisce nel contesto del movimento conosciuto come Arts and Crafts, il cui scopo è la rivalutazione della produzione di oggetti artigianali, in contrasto con la produzione in serie tipicamente industriale, creando, trasversalmente, opportunità di lavoro per le casalinghe.

## Biografia
Candace Wheeler Thuber nasce il 24 marzo 1827 a Delhi, nello stato di New York, terza di otto figli. I genitori sono Abner Gilman Thuber (1797-1860) e Lucy Dunham Thuber (1800-1893). L'infanzia di Wheeler è segnata dall'educazione di un padre religioso, presbiteriano e fortemente abolizionista, che non permetteva in famiglia l’utilizzo di utensili prodotti da schiavi. È la madre, che con il suo lavoro creativo nel negozio di cappelli del marito, permette alla famiglia sostenersi economicamente. Oltre agli insegnamenti della madre e della nonna, alla Delaware Academy di Delhi le vengono insegnate materie pratiche, come il cucito e la tessitura ornamentali, fondamentali per la sua carriera futura.
All'età di diciassette anni sposa Thomas Mason Wheeler (1818-1895), facoltoso imprenditore newyorkese, con cui avrà quattro figli. Tramite le conoscenze del marito, fervente sostenitore della sua attività, Candace entra in contatto con l'ambiente artistico della città, incontrando artisti appartenenti alla Hudson River School, come ad esempio Asher B. Durand, Thomas Cole, John Frederick Kensett e Albert Bierstadt, che la ispirano a dipingere e la aiutano a creare e definire il suo stile personale.
 

Gli anni della Guerra di Secessione Americana costituiscono un'esperienza importante nella vita di Wheeler.Durante i Disordini di New York rimane colpita dai molti linciaggi e, più in generale, dalle condizioni di indigenza in cui vivono le donne vedove di guerra, rimaste sole e disoccupate. Come scriverà nella sua autobiografia:
(Candace Wheeler, "Yesterdays in a Busy Life", p. 165)
La morte di circa seicentomila uomini aveva lasciato moltissime famiglie prive di mezzi di sussistenza per potersi mantenere, non avendo nessun tipo di educazione alle spalle che potesse permettere loro di guadagnarsi da vivere autonomamente.
Durante la guerra Wheeler prende parte alle attività di soccorso dei soldati feriti e al rifornimento di materiali sanitari per gli ospedali attraverso la United States Sanitary Commission e la Women's Central Association of Relief (WCAR), fondata dalle prime due donne medico degli Stati Uniti, Elizabeth ed Emily Blackwell. Il successo delle organizzazioni le serve da punto di riferimento per la pianificazione delle organizzazioni da lei in seguito fondate; in particolare l'organizzazione meticolosa della Sanitary Fair costituirà un esempio per la gestione della Society of Decorative Arts in New York e la New York Exchange for Women's Work.
Alla fine del conflitto, l'intera famiglia Wheeler si imbarca per un viaggio di due anni in Europa che ha come mete Germania, Francia e Italia. La famiglia arriva in Germania nel 1865 nel porto di Brema, per dirigersi successivamente verso Dresda, da cui partirà un lungo viaggio che ha come tappe Monaco, Venezia, Firenze e Roma.Il ritorno a Dresda, dove passa l'inverno tra il 1866 e il 1876, sarà utile per Wheeler per coniugare ciò che ha imparato fino ad ora, ovvero la creazione di tessuti e la pittura: nello studio dove dipinge conosce infatti Janet Ralston Chase, una giovane artista statunitense, che le dà l'idea di sperimentare la pittura sui tessuti.

## Carriera

### L'Esposizione Centennale delle arti, della manifattura e dei prodotti del suolo e delle miniere (1876)
Nel 1876 Wheeler visita l’Esposizione centennale delle arti, della manifattura e dei prodotti del suolo e delle miniere a Filadelfia: rimane impressionata dai lavori di cucito e ricamo della Royal School of Needlework intravedendone il valore artistico e sociale, in quanto la loro vendita può consentire alle donne newyorkesi in difficoltà di migliorare la propria situazione economica. Secondo Wheeler, il cucito poteva trasformarsi da passatempo ad un vero e proprio lavoro, garantendo alle donne un'entrata tale da poter mantenere le proprie famiglie.
(Candace Wheeler, "Yesterdays in a Busy Life", p.209)
Sotto l'influenza dei Preraffaelliti, un movimento artistico inglese che si ispira alla pittura medievale e rinascimentale, la Royal School of Needlework si occupa di rivalutare la produzione artistica medievale, come il ricamo ed il cucito. In questa organizzazione Wheeler vede come tre elementi maturati nel corso della sua vita — la creazione di tessuti, la pittura e la preoccupazione sociale — possano coniugarsi in maniera armonica per servire tanto lo scopo artistico come quello sociale.

### Society of Decorative Arts in New York (1877)

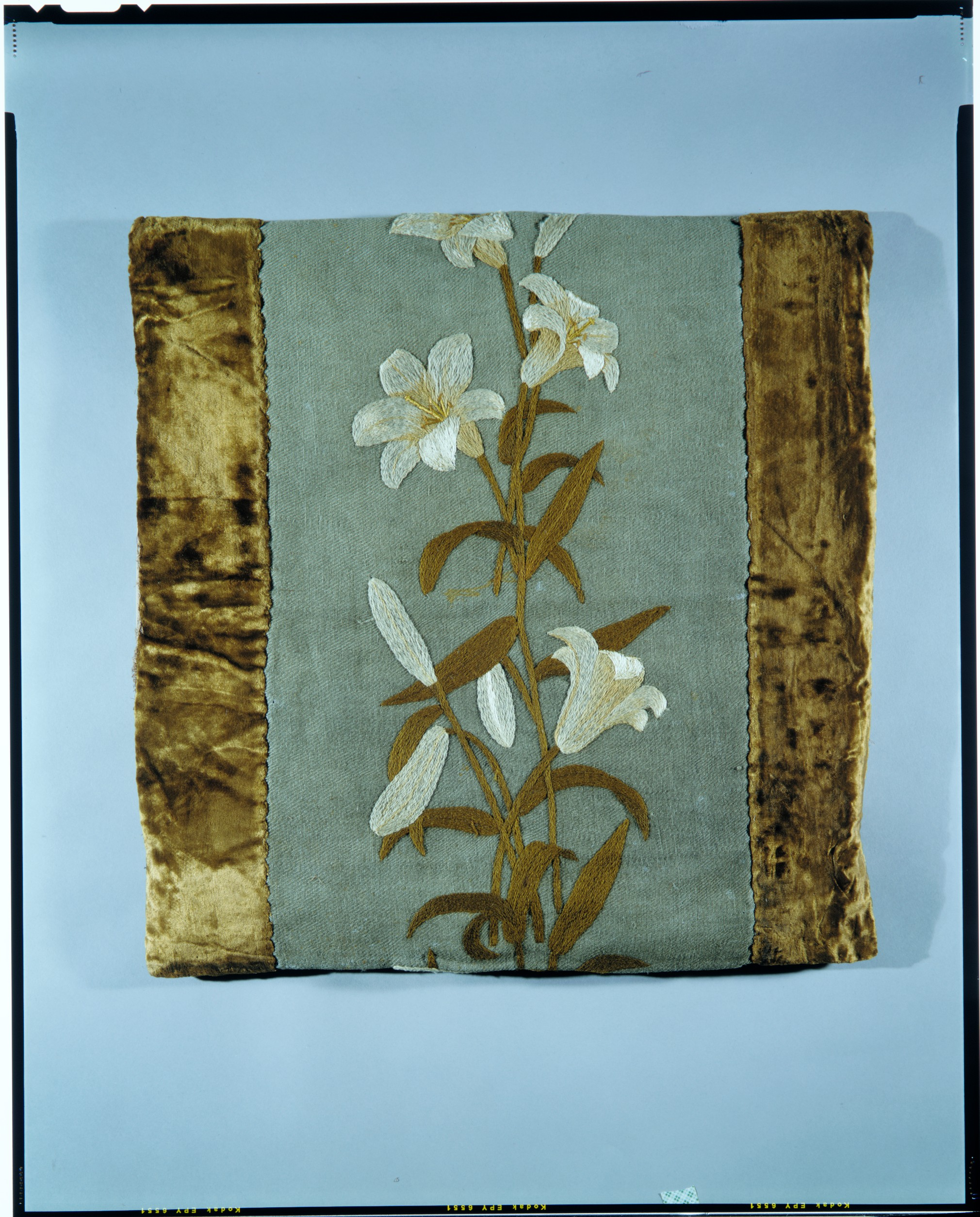
Copri cuscino conservato al Metropolitan Museumof Art di New York, 1876 circa.

L'Esposizione di Filadelfia ispira Wheeler di fondare una versione americana della Royal School of Needlework, un esempio di conversione di un lavoro umile e femminile, come il ricamo e il cucito, in un'espressione artistica e di profitto economico, utile per alleviare la situazione delle donne economicamente svantaggiate. Il 21 marzo 1877 fonda quindi la Society of Decorative Arts in New York, grazie anche al patrocinio di Louis Comfort Tiffany, John LaFarge ed Elizabeth Custer. L'obiettivo principale è incoraggiare la produzione artistica e manifatturiera tra le donne, in particolare le vedove della Guerra Civile, per garantire il loro sostentamento economico attraverso forme di artigianato casalingo che richiedesse, allo stesso tempo, una qualsivoglia sensibilità artistica, quali il ricamo, il cucito ed altre attività che però non richiedevano una particolare istruzione.
Wheeler ritiene necessario un cambiamento all'interno della famiglia e della società: il mantenimento della famiglia non deve più dipendere esclusivamente dal salario dal marito, anche la donna deve svolgere un ruolo attivo. Il lavoro casalingo, soprattutto per le donne prive di un'educazione tradizionale, può diventare una professione utile per la sopravvivenza della famiglia; inoltre può garantire loro un'indipendenza economica da una figura maschile.
Il 3 dicembre 1877 la National Academy of Design apre le porte ad una mostra formata da duecento oggetti prodotti dalla SDA: le recensioni positive del New York Times e la raccolta di circa ottocento dollari rendono la mostra un successo.

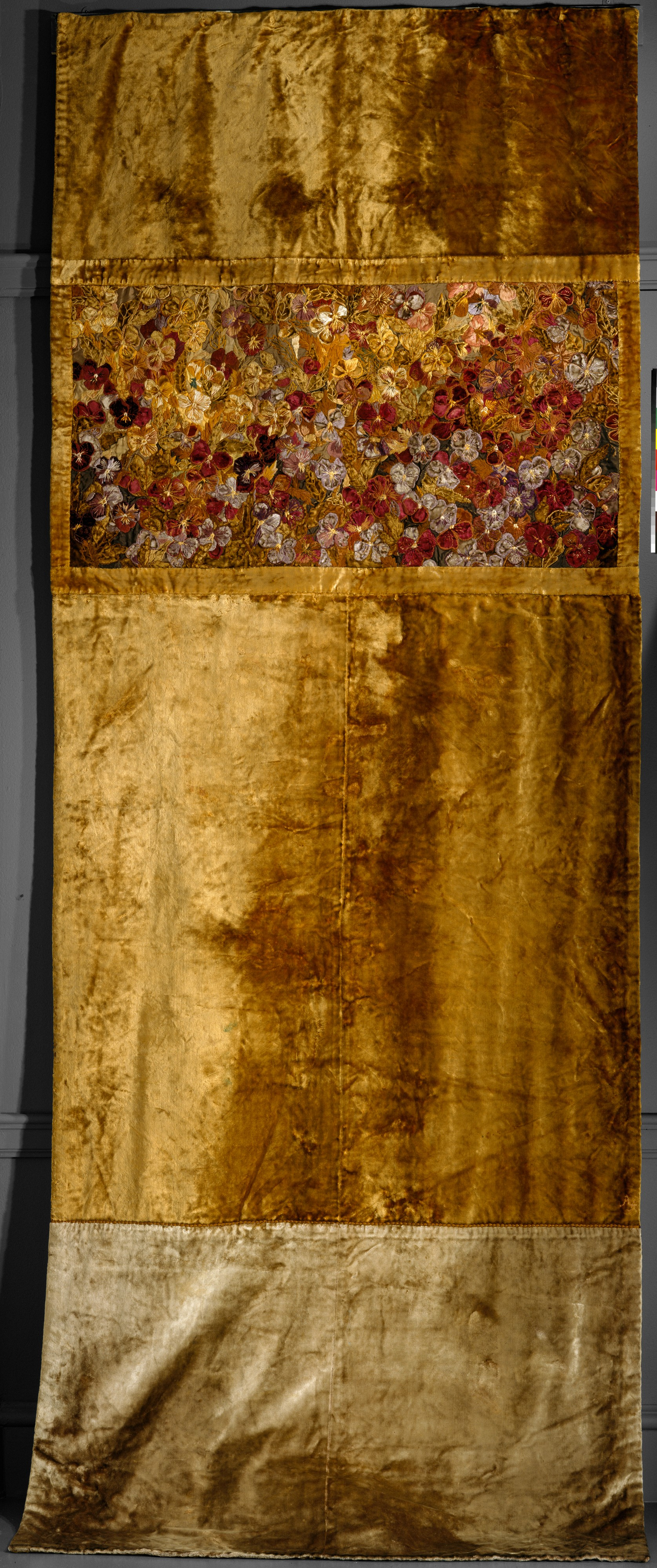
Portiera, conservata al Metropolitan Museum of Art di New York

### New York Exchange for Women's Work (1878)
Nel 1878 Wheeler contribuisce nella fondazione dell'organizzazione New York Exchange for Women's Work, presieduta da Mary Choate, attraverso la quale donne hanno la possibilità vendere i prodotti frutto del loro lavoro casalingo, tra cui anche cibi e tessuti, per poterne ricavare un reddito minimo necessario al proprio sostentamento: si costituisce quindi come un ibrido, a metà tra un'organizzazione filantropica e un business. A differenza della Society of Decorative Arts, l'Exchange è rivolto alle donne di qualsiasi stato sociale, anche alle meno abbienti e carenti di abilità artistiche.Il negozio dell'Exchange apre ufficialmente il 10 maggio del 1878 e mette in vendita oggetti creati non solo dalle donne newyorkesi, ma provenienti da tutti gli Stati Uniti, rendendo l'organizzazione attiva a livello nazionale e diventando così un esempio per la creazione di altri Exchange in altre città statunitensi. Nel lungo periodo l'Exchange ottiene più successo della SDA, tanto da rendersi indipendente da essa con la creazione di cataloghi di prodotti venduti annualmente.

### Associated Artists (1879)
Nel 1879 Wheeler prende parte alla società di arti decorative chiamata Associated Artists, assieme a Louis Tiffany, Samuel Coleman e Lockwood Deforest, tra i cui lavori spiccano il rinnovamento degli interni della Casa Bianca nel 1882. Lo stesso Tiffany invita Wheeler ad unirsi al gruppo proponendole di occuparsi del ricamo e del cucito; l'associazione non si pone fini sociali, ma é un vero e proprio business, un'esperienza del tutto nuova, che si discosta da quelle filantropiche maturate in precedenza, a causa della produzione di elementi in serie, con motivi ripresi dall'arte orientale, e destinati a una clientela di lusso.
La società esegue lavori su commissione, sia per enti istituzionali, sia per clienti privati e commerciali. La prima commissione pubblica è il sipario per il Madison Square Theatre nel 1879 della cui esecuzione si occupa Wheeler personalmente; sfortunatamente, il sipario viene distrutto dal fuoco.
Nel 1880 Associated Artists viene incaricata di rinnovare la libreria della Sala dei Veterani all'interno del Seventh Regiment Armory di Park Avenue, uno degli edifici più eleganti di New York, frequentato dall'alta società.In questo progetto, Wheeler si occupa delle tende in broccato giapponese, decorate minuziosamente con un motivo di cerchi dorati che ricordano le cotte di maglia.
Un'altra commissione del gruppo è quella alla Union League Club di New York per decorarne l'entrata e la scalinata centrale, in aggiunta alla sostituzione delle tende in altri ambienti dell'edificio. A seconda della stanza, Wheeler progetta diversi motivi per le tende: il lavoro di ricamo più complesso ed articolato è quello per la sala da pranzo principale, per la quale viene scelto una base di seta sulla quale viene eseguito un disegno a tema marino, composto da onde, gabbiani e pesci intrappolati nelle reti; nella scelta di riprodurre un particolare tipo di pesce, la carpa, è possibile notare l'influenza dell'arte giapponese.

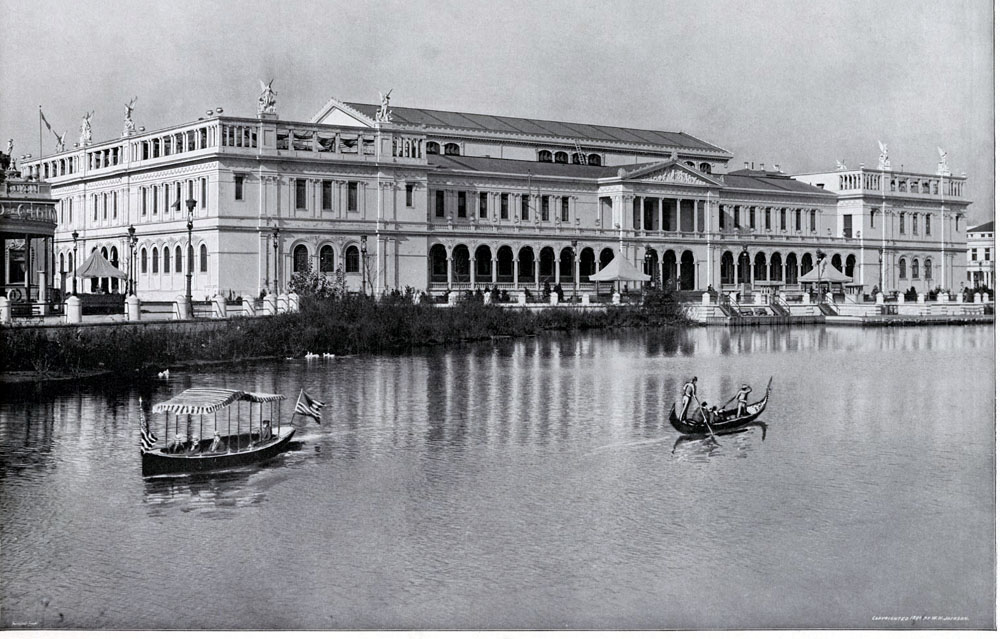
Una veduta esterna del Woman's Building nel 1893

### Fiera Colombiana di Chicago (1893)
Nel 1893, all'età di sessantasei anni, Wheeler partecipa alla Fiera Colombiana di Chicago come curatrice del design degli interni del Woman's Building. Il padiglione viene costruito e gestito interamente da donne: lo scopo è quello di dimostrare l'importanza e la validità del lavoro femminile all'interno della scena artistica del tempo, da qui la decisione delle organizzatrici, il Comitato Lady Manager, di esporre lavori esclusivamente opere prodotte da donne.
Tra i vari compiti assolti da Wheeler vi è la scelta dei colori della Hall of Honor, la sala centrale, che ricade sui toni dell'oro e dell'avorio, in linea con l'architettura del Woman's Building. Le sue conoscenze sono richieste anche per il resto dell'edificio, la cui decorazione prevedeva pitture murali: dopo il rifiuto della figlia Dora di dipingere uno dei murali, se ne occupano, su suggerimento di Wheeler, le sorelle Rosina Emmett Sherwood e Lydia Field Emmett.

### Ultimi anni

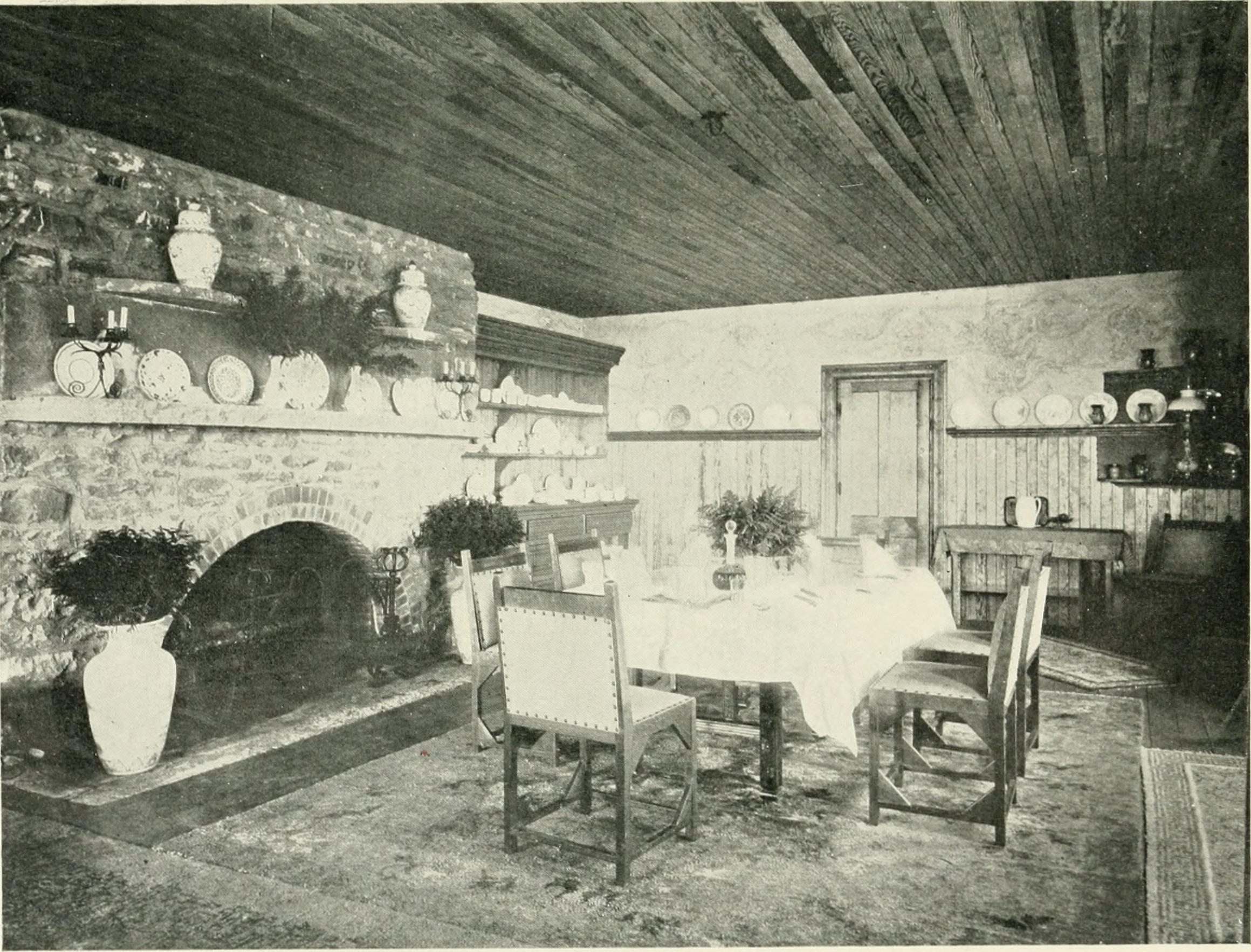
Foto tratta da Principles of home decoration, with practical examples (1903)

Dopo la Fiera Colombiana di Chicago, Wheeler continua a lavorare per Associated Artists fino al 1900, anno in cui decide di dedicarsi interamente a scrivere e pubblicare libri ed articoli, tra cui Principals of Home Decoration (1903) e The Development of Embroidery in America (1903), assieme ad un'autobiografia, Yesterdays in a Busy Life, nel 1918.
Wheeler muore nel 1923, all'età di novantasei anni.

## Opere
Household Art, New York, Harper&Brothers, 1893.
 Principals of Home Decoration: with Practical Examples., New York, Doubleday, 1903.
 How to Make Rugs., New York, Doubleday, 1903.
 Yesterday in a Busy Life., New York, Harper&Brothers, 1918.
 The Development of Embroidery in America., New York, Harper&Brothers, 1921.